# Шеван (Златна обала)
Шеван (фр. Chevannes) насеље је и општина у источном делу централне Француске у региону Бургоња, у департману Златна обала која припада префектури Дижон.
По подацима из 2011. године у општини је живело 134 становника, а густина насељености је износила 21,3 становника/km². Општина се простире на површини од 6,29 km². Налази се на средњој надморској висини од 396 метара (максималној 636 m, а минималној 325 m).

## Демографија
| 1962. | 1968. | 1975. | 1982. | 1990. | 1999. | 2011. |
| ----- | ----- | ----- | ----- | ----- | ----- | ----- |
| 101   | 115   | 82    | 95    | 102   | 113   | 134   |

График промене броја становника у току последњих година